# Víctor Manzanilla Schaffer
Víctor Manzanilla Schaffer (Ciudad de México, 13 de noviembre de 1924-Irapuato, Guanajuato, 7 de abril de 2019) fue un político mexicano, miembro del Partido Revolucionario Institucional, que lo postuló a los cargos de elección popular que ocupó, como fueron: diputado federal, senador y gobernador de Yucatán.

## Estudios profesionales
En la Ciudad de México realizó los estudios de licenciado en derecho (Generación 1942-1946), en la Escuela Nacional de Jurisprudencia (hoy Facultad de Derecho) de la Universidad Nacional Autónoma de México (UNAM), así como de doctorado en derecho (1958), recibiendo en ambos casos mención honorífica. Realizó también la maestría en sociología (1949-1950) en la New School for Social Research, en Nueva York, Estados Unidos

## Carrera política y diplomática
Fue asistente legal de la división de estupefacientes de las Naciones Unidas de 1948 a 1951, con sede en Nueva York.
Fue embajador de México en la República Popular de China, y también primer embajador mexicano en la República Popular Democrática de Corea (Corea del Norte).
Desde 1948 fue miembro del Partido Revolucionario Institucional (PRI), desempeñando diversos cargos en el Comité Ejecutivo Nacional (CEN): secretario de Acción Política; secretario de Prensa y Propaganda, y delegado general en diversos estados de la República Mexicana.
Fue elegido dos veces diputado federal por el III Distrito Electoral Federal de Yucatán, a la XLVII Legislatura de 1967 a 1970 y a la LI Legislatura de 1979 a 1982, dos veces senador por su mismo estado, a las legislaturas XLVIII y XLIX de 1970 a 1976 y a las LII y LIII de 1982 a 1988
El 4 de octubre de 1968, tras la matanza de Tlatelolco, el diputado Manzanilla Schaffer habló acerca del acontecimiento en la tribuna de la Cámara de Diputados de la siguiente manera:

"En estas condiciones, el régimen, no podía ni debía permanecer indiferente, o hacerse sordo al clamor popular de que se mantuviera el orden público. De tal suerte, las medidas tomadas por el Ejecutivo Federal, se justifican plenamente, puesto que ante la subversión no procede la tolerancia, sino la más firme energía".

Como presidente del Congreso de la Unión, contestó el III Informe de Gobierno del entonces presidente, Gustavo Díaz Ordaz, y fue elegido presidente del Parlamento Latinoamericano, y miembro del Comité Ejecutivo de la Unión Interpalamentaria (a nivel mundial) también.
Fue elegido gobernador del estado de Yucatán para el período 1988-1994. Durante su gobierno se enfrentó constantemente con su predecesor en el cargo Víctor Cervera Pacheco y con el gobierno del entonces presidente Carlos Salinas de Gortari, que finalmente llevaron a su renuncia forzada a la gobernatura, para ser sustituido por Dulce María Sauri Riancho, a la sazón senadora por Yucatán.

## Honores, condecoraciones y premios
- Medalla al Mérito Legislativo. Día del Abogado.
- Condecoración de la República Federal de Alemania: Gran Cruz con estrella de la Orden al Mérito. Grado Gran oficial.
- 2005 Presea "Jesús Reyes Heroles", otorgada por la Agrupación Nacional de Egresados del Instituto de capacitación Política del P.R.I. A.C.

## Actividades académicas y de investigación
Autor de más de treinta opúsculos sobre temas Jurídicos, Políticos y Sociales, así como de seis libros:
- "El Jurista ante la ley"
- "Los Signos de Nuestro Tiempo"
- "La Reforma Agraria Mexicana"
- "México Falsificado y Devaluado"
- "Confesiones Políticas"
- "Neoliberalismo contra Humanismo"
- "El Drama de la Tierra en México"